# Zenith Motorcycles

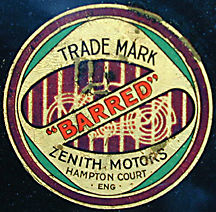
Logo

Zenith Motorcycles war ein englischer Motorradhersteller in Finsbury Park in London von 1904 bis 1950.

## Firmengeschichte
Der Motorradhersteller stellte anfänglich ein Bicar her, das von einem Fafnir-Motor angetrieben wurde. Andere Einbaumotoren waren von Blackburne, Green, Green-Precision, Villiers, J.A.P. und Bradshaw.
Der Durchbruch für die Marke kam 1908, als der Chefkonstrukteur Fred Barnes ein Übersetzungsgetriebe mit einer variablen Riemenscheibe am Motor konstruierte. Die Spannung des Keilriemens wurde durch eine variabel verschiebbare Hinterradachse aufrechterhalten. Dieses System ermöglichte, den Motor immer auf maximaler Leistung/Drehmoment laufen zu lassen und so die Übersetzung der Topographie anzupassen.
Die Überlegenheit dieses stufenlosen Übersetzungsgetriebes führte dazu, dass Zenith von den meisten Veranstaltern von Rennen, insbesondere Bergrennen, nicht mehr zum Start zugelassen wurde, um anderen Marken auch die Chance zum Sieg zu geben. Das wiederum nutzte Zenith gleich als Werbegag und bildete im Logo über dem Markennamen ein Motorrad hinter Gitterstäben mit dem Wort „barred“ – also gesperrt – ab.
Ab etwa 1920 baute Zenith herkömmliche Dreiganggetriebe in seine sehr sportlichen Motorräder ein. In dieser Zeit gab es auch Rekorde mit J.A.P.-Einbaumotoren. Noch bis 1935 wurden etliche Rekorde mit Zenith-Motorrädern aufgestellt.
Nach dem Zweiten Weltkrieg versuchte Zenith noch mal ins Geschäft zu kommen, was aus mehreren Gründen nicht gelang. Zum einen war Zenith immer eine kleinere Exklusivmarke, die preislich nicht mehr mit den wenigen Großherstellern in England mithalten konnte, zum anderen gab es keinen passenden Lieferanten, der Einbaumotoren liefern konnte. So wurden noch wenige Motorräder aus vorhandenen Teilen zusammengebaut und bis 1950 verkauft. Das Geld für eine eigene Motorentwicklung stand offensichtlich nicht zur Verfügung.

## Besonderheiten der Marke
Die Marke zeichnete sich immer durch eine sportlich schöne Linienführung bis in die letzten Details der Motorräder aus. So verwendete Zenith beispielsweise Mitte der 1920er Jahre Sättel mit Blattfederung. Die Aufnahme der Blattfedern war direkt am Rahmen vorgesehen. Auch waren die Fahrgestelle immer sehr niedrig gehalten. Eine Zenith mit 28"X3" Bereifung, wie sie bis Mitte der 1920er Jahre bei Zenith Verwendung fand, ist problemlos von eher klein gewachsenen Menschen zu fahren.

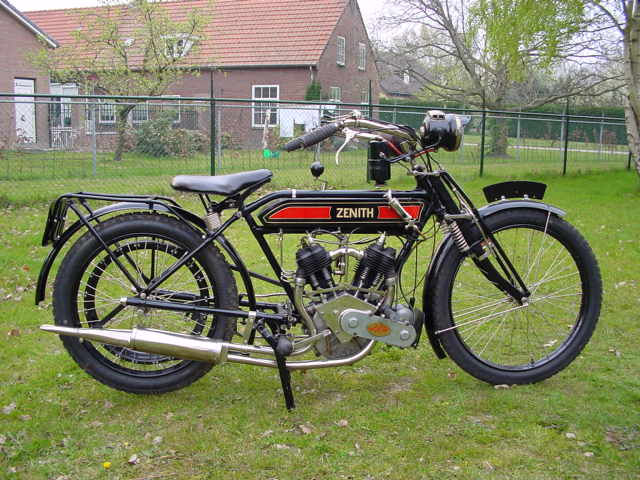
Zenith Gradua (1912)
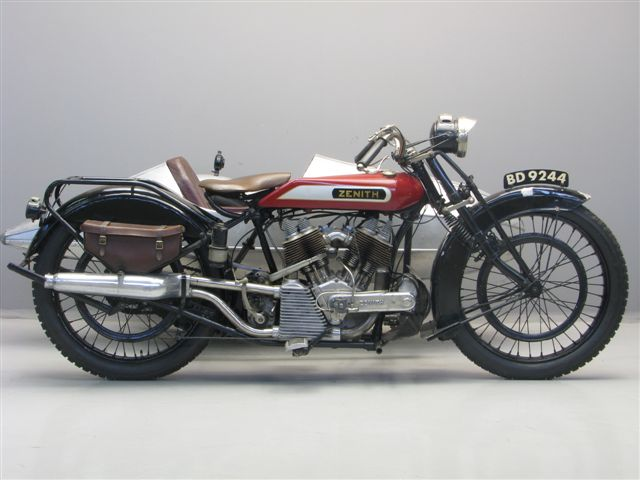
Zenith-J.A.P.-Gespann (1924)
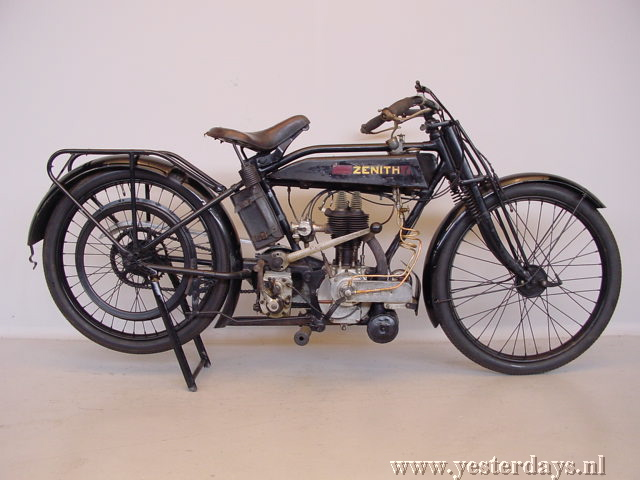
346-cm³-Zenith-J.A.P. (1924)
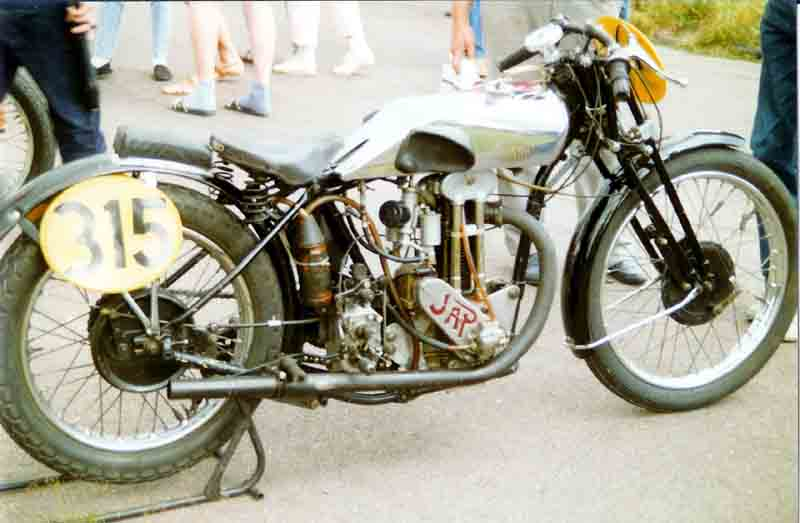
500-cm³-Zenith-J.A.P.-Rennmaschine (1938)
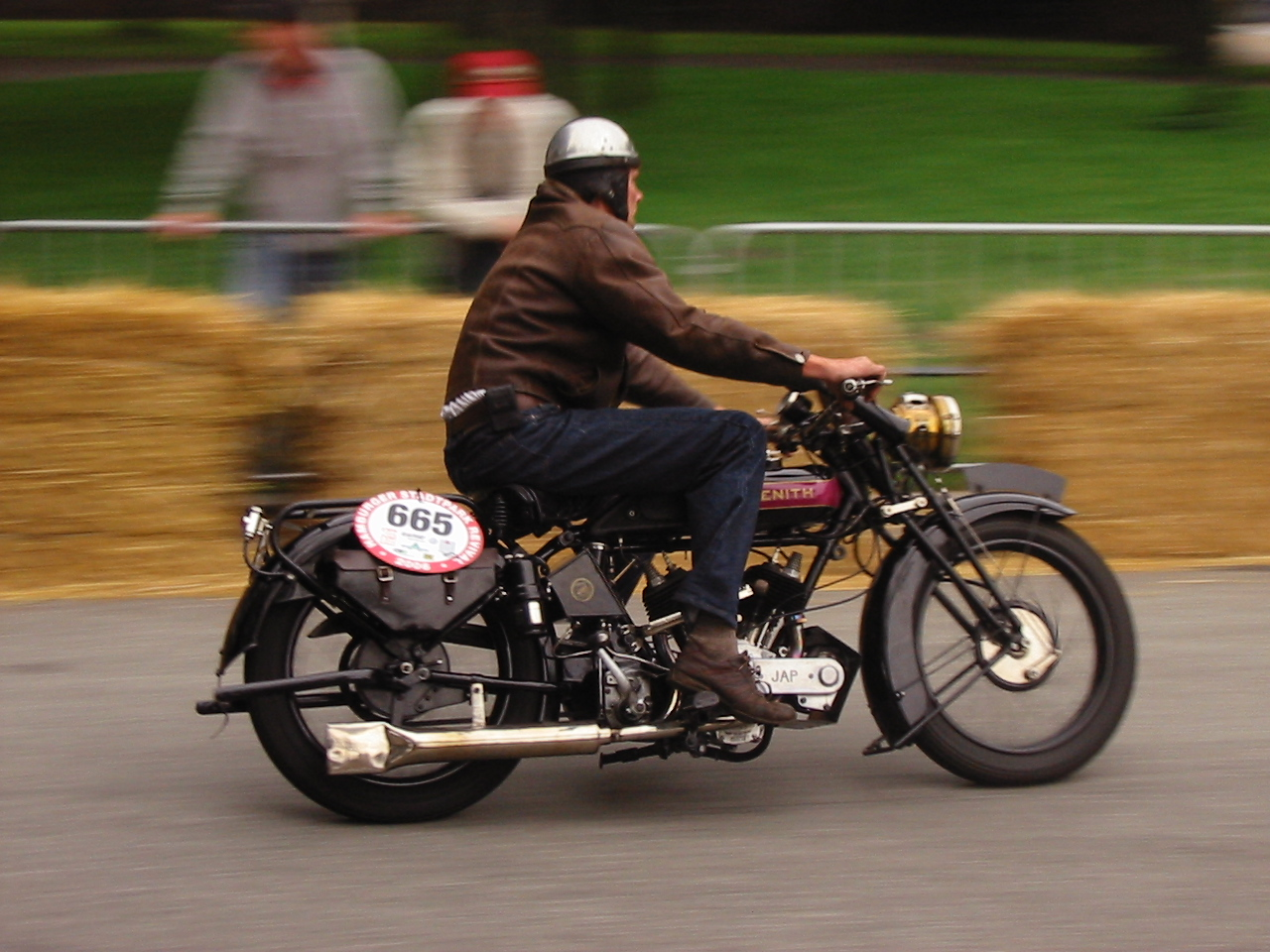
Zenith-J.A.P. beim Hamburger Stadtparkrennen 2006

## Automobilproduktion
Zwischen 1905 und 1906 stellte das Unternehmen mit dem Modell Popular auch Automobile her. Ein Zweizylindermotor von Stevens mit 6 PS Leistung trieb über einen Riemen die Antriebsachse an.